# DeKalb County (Alabama)
DeKalb County is een county in de Amerikaanse staat Alabama.
De county heeft een landoppervlakte van 2.015 km² en telt 64.452 inwoners (volkstelling 2000). De hoofdplaats is Fort Payne.

## Bevolkingsontwikkeling

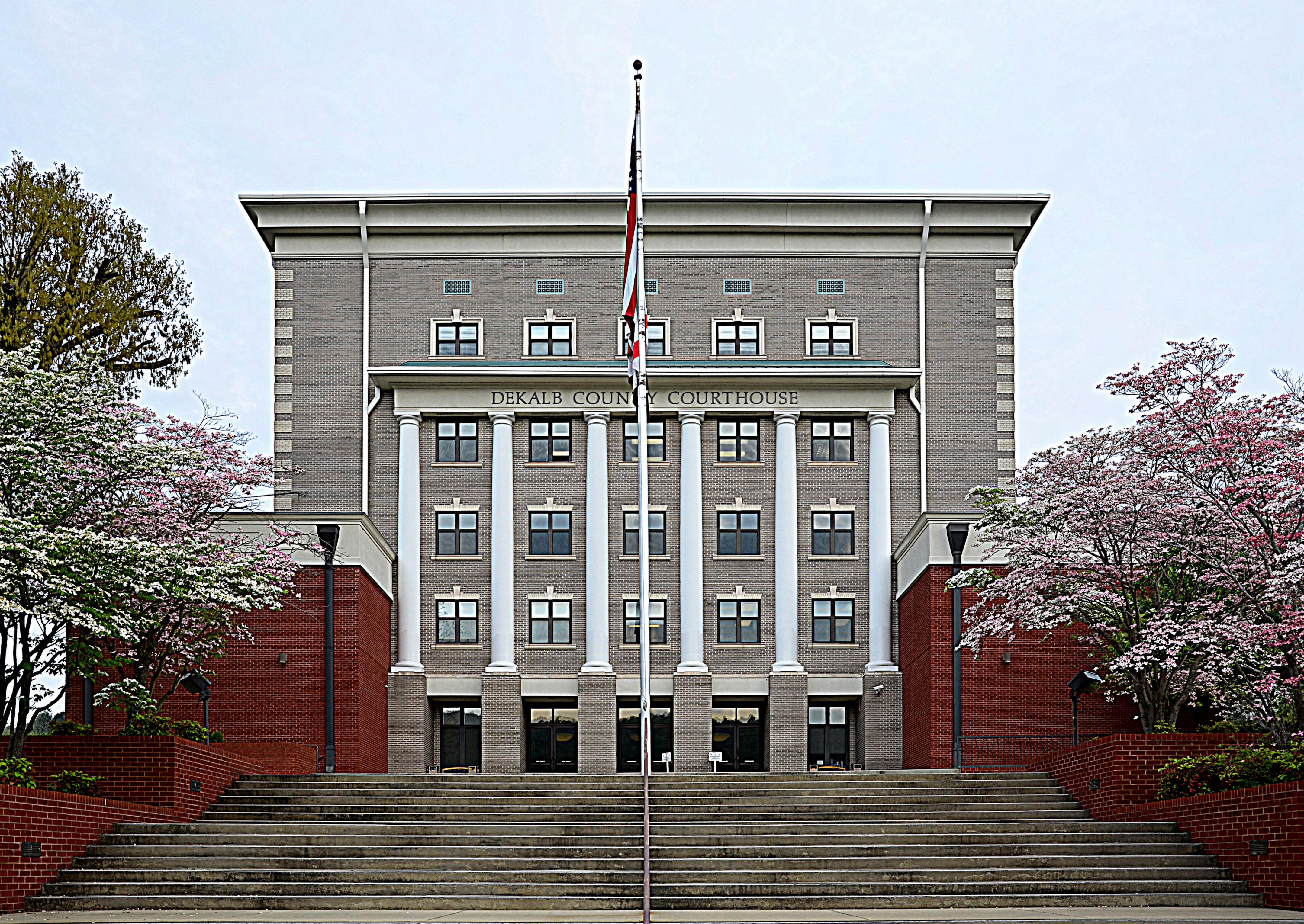
DeKalb County Courthouse